# Special Olympics Lesotho
Special Olympics Lesotho (englisch: Special Olympics Lesotho) ist der lesothische Verband von Special Olympics International, der weltweit größten Sportbewegung für Menschen mit geistiger Beeinträchtigung und Mehrfachbeeinträchtigung. Ziel ist die sportliche Förderung dieser Personengruppe und die Sensibilisierung der Gesellschaft für sie. Außerdem betreut der Verband die lesothischen Athletinnen und Athleten bei den Special Olympics Wettbewerben.

## Geschichte
Special Olympics Lesotho wurde 2019 mit Sitz in Maseru gegründet.

## Aktivitäten
2019 waren 130 Athletinnen, Athleten und Unified Partner sowie 90 Trainer bei Special Olympics Lesotho registriert.
Der Verband nahm 2019 an den Programmen Athlete Leadership, Healthy Athletes und Youth Leadership teil, die von Special Olympics International ins Leben gerufen worden waren.

### Sportarten
Folgende Sportarten wurden 2019 vom Verband angeboten:
- Fußball (Special Olympics)
- Leichtathletik (Special Olympics)

### Teilnahme an Weltspielen vor 2020
- 2019 Special Olympics, World Summer Games, Abu Dhabi (4 Athletinnen und Athleten)[1]

### Teilnahme an den Special Olympics World Summer Games 2023 in Berlin
Special Olympics Lesotho nahm an den Special Olympics World Summer Games 2023 teil. Die Delegation wurde zusammen mit der Delegation aus Bhutan vor den Spielen im Rahmen des Host Town Program von Fürstenwalde/Spree betreut, beide Delegationen bestanden aus 17 Personen. Das Team gewann bei diesen Weltspielen eine Silber- und eine Bronzemedaille.